# Hymont
Hymont is een gemeente in het Franse departement Vosges in de regio Grand Est. De plaats maakt deel uit van het arrondissement Neufchâteau.

## Geografie
De oppervlakte van Hymont bedraagt 4,2 km², de bevolkingsdichtheid is 122,9 inwoners per km².

## Verkeer en vervoer
In de gemeente ligt spoorwegstation Hymont-Mattaincourt.
De onderstaande kaart toont de ligging van Hymont met de belangrijkste infrastructuur en aangrenzende gemeenten.

## Demografie
Onderstaande figuur toont het verloop van het inwonertal (bron: INSEE-tellingen).